# Kostelj crnac
Kostelj crnac (lat. Etmopterus spinax), vrsta malenog morskog psa iz reda kosteljki.
Vretenastog je izduženog tijela, tamnosmeđe do ljubičaste boje, s trbušne strane, crn. Kako živi na velikim dubinama od najmanje 70 do 2 000 metara, ima svjetleće organe (fotofore ili svjetlila), koji na trbušnoj stranei izlučuju svjetlsonu sluz. Ispred prve i druge leđne peraje nalazi si bodlja.
Živi po istočnom Atlantiku i zapadnom Mediteranu. Maksimalno naraste 60 cm, a prosječna mu je dužina 45 cm. Najteži izmjereni primjerak težio je 850.00 g. Za ljude je bezopasan. Hrani se sitnim ribama, lignjama i rakovima. Koristi se za riblje brašno i sušen i susoljen za prehranu ljudi.